# Эпикуреизм
Эпикуреи́зм (Эпикуре́йство) — философское учение, исходящее из идей Эпикура и его последователей. Согласно ему, высшим благом считается наслаждение жизнью, которое подразумевает отсутствие физической боли и тревог, а также избавление от страха перед смертью и богами, представляющимися безразличными к происходящему в мире смертных.

## История
В истории античного эпикуреизма выделяют несколько этапов.

#### Ранний сад
Ранний, или Древний, Сад (кон. IV — нач. III в. до н. э.) связан с деятельностью самого Эпикура и его ближайших учеников. В 32-летнем возрасте Эпикур организует свою школу сначала в Митилене, но вскоре бежав оттуда создаёт школу в Лампсаке (310 до н. э.), а затем, через 5 лет, переносит её в Афины (по другой версии, школа была основана в Афинах в 306 до н. э.). Школа находилась в саду философа, и по этой причине она получила название «Сад» (греч. κῆπος), а последователи Эпикура стали именоваться «философами из садов». В школу принимались женщины и рабы, причём, в отличие от пифагорейских общин, здесь отказываться от своего имущества не требовалось. На воротах школы была нанесена надпись: «Гость, тебе здесь будет хорошо; здесь удовольствие — высшее благо».
Наиболее известным из учеников Эпикура был Метродор (331—278 до н. э.), он претендовал на главную роль после смерти учителя, но умер ещё при его жизни. Не менее значимым учеником был Полиен (ум. 290/280), скончавшийся примерно в то же время; поэтому именно Гермарх (ум. ок. 250), согласно завещанию Эпикура — возглавил школу после смерти её основателя. Дело в том, что Гермарх был старше всех оставшихся, он вместе с Эпикуром начинал путь ещё в Митилене, до основания массовой школы в Лампсаке, да и к тому же Метродор, главный претендент на место лидера, погиб.
Из более-менее известных учеников Эпикура в ранний период отметились Идоменей (род. ок. 325); Колот (род. ок. 320) и Полистрат (ум. 218/219), который стал преемником Гермарха на посту схоларха. После него, с 219/218 по 205/204 школу возглавлял Дионисий из дема Ламптры, а уже ему наследовал Василид из Тира (род. ок. 250) — схоларх с 205/204 до н. э. Это уже были люди, которые не могли знать Эпикура лично.
При сколархе Василиде Филонид из Лаодикеи распространяет учение Эпикура в Сирии (Антиохия). Под его влиянием адептом эпикуреизма становится царь Антиох IV Эпифан, а позже и царь Деметрий I Сотер.

#### Средний сад
К Среднему Саду (сер. II в. — I в. до н. э.) принадлежали: Феспид (возможно, возглавлял школу после Василида и перед Аполлодором), математик Филонид (сер. II в. до н. э.), Деметрий Лаконский (ок. 150 — 75), учивший в Милете; Аполлодор (эпикуреец) по прозвищу «Садовый тиран» (схоларх с сер. II в. до 110 до н. э.), Зенон Сидонский (150—75 до н. э.) был схолархом с 110 по 75 до н. э.; после него схолархом был Федр (род. 138 — ум. ок. 70/69 до н. э.). В 88 Федр уехал в Рим, где у него учились Цицерон (Ad fam. XII, 1, 2) и Тит Помпоний Аттик, который в благодарность воздвиг своему учителю статую на Афинском акрополе, а также Луций и Аппий Сауфеи, посвятившие его герму элевсинским богам. Федр вернулся в Афины после 86 до н. э. и в 75 до н. э. стал схолархом, через пять лет на этом посту его сменил Патрон, последний известный схоларх школы.

#### Поздний сад
Поздний Сад — это эпикуреизм в Риме и его провинциях в сер. II века до н. э. — II века н. э., хронологически и тематически он пересекается со Средним садом. Появление эпикуреизма в Риме было сопряжено с его вульгаризацией и сопровождалось гонениями на первых эпикурейцев: в 155 году до н. э. Алкей и Филиск были изгнаны за проповедь распущенности в обычаях; Гай Амафиний (2-я пол. II века до н. э.) написал первый эпикурейский трактат на латинском языке, в котором примитивизировал этику Эпикура, сведя её к удовлетворению телесных потребностей.
Эпикурейцы отстаивали основные положения учения Эпикура: атомизм, включая концепцию спонтанного отклонения атома от прямолинейного движения; его эвдемонистическую утилитаристскую этику, в которой придавалось огромное значение дружбе; учение об атомарных богах, иррелевантных миру; признавали ощущения критерием истинного познания и отрицали провиденциализм и бессмертие души. Главными оппонентами эпикурейцев были академики и стоики (в Римской Стое был определённый интерес к этике Эпикура, ср. Сенека). Некоторые исследователи ещё в прошлом веке, вслед за древними противниками эпикуреизма, упрекали эпикурейцев в догматизме, строгом следовании учению основателя школы и прямом обожествлении Эпикура. Дошедшие до нас в геркуланских папирусах фрагменты сочинений Полистрата, Деметрия Лаконского, Зенона Сидонского, Филодема и надпись Диогена из Эноанды свидетельствуют о развитии эпикуреизма, особенно в том, что касается этики, логики, философии искусства (поэтики и риторики) и учения о богах и благочестии. I век до н. э. стал «золотым веком» римского эпикуреизма: велико было не столько политическое влияние эпикуреизма, сколько его культурное значение — эпикурейская этика и отношение к богам и смерти отразились в образе жизни, искусстве и поэзии. Среди эпикурейцев были как интересующиеся греческой культурой поэты — Вергилий, Варий, — так и известные аристократы и крупные политики, например, Луций Кальпурний Пизон, Гай Кассий Лонгин, Гай Требаций Теста, Тит Помпоний Аттик. Необходимость участия в политической деятельности заставила римских эпикурейцев отказаться от одного из самых главных принципов классического эпикуреизма — невмешательства в общественные дела. Аскетическая эпикурейская доктрина была смягчена и приспособлена к условиям жизни римского общества. Квиетизм в частной жизни сочетался у большинства видных эпикурейцев с политической активностью, однако некоторые уклонялись и от участия в общественной деятельности. Можно выделить два направления в римском эпикуреизме:
1. вульгарно-гедонистическое, или псевдоэпикурейское, идущее от Амафиния.
2. подлинное, сохранившее традиции афинского Сада, однако принуждённое быть объектом внешней критики из-за распущенности мнимых эпикурейцев первого направления.

Вульгаризацию греческого эпикуреизма Цицерон объяснял невежеством и противопоставлял Луцию Кальпурнию Пизону, увлечённому одним только словом «наслаждение», находившегося под его покровительством Филодема из Гадары, который проводил «различия и разделения» в том, что такое наслаждение и добродетель. О распространении в среде богатых и невежественных, преимущественно выходцев из низов, вульгаризированного понимания эпикуреизма свидетельствует и «Сатирикон» (XXXIV и сл.) Петрония. Подлинный дух учения Эпикура сохранился в среде образованных эпикурейцев, которые читали сочинения его самого, его последователей и оппонентов. Особая заслуга в распространении подлинного эпикуреизма и в защите его от различных обвинений принадлежит Филодему.
В сер. I века до н. э. в Кампании возникли эпикурейские кружки: в Неаполе, возглавляемый греком Сироном, и в Геркулануме, возглавляемый Филодемом. Оба (Филодем и Сирон) были учениками Зенона Сидонского, и между их кружками существовали контакты. О связи Лукреция с ними ничего неизвестно. Между тем для мыслителей эпохи Возрождения и Нового времени самым знаменитым эпикурейцем древности стал не Филодем, а Лукреций, благодаря выдающейся роли, которую сыграла его поэма «О природе вещей» в распространении учения Эпикура. Поэма Лукреция оказала влияние на формирование мировоззрения Вергилия; в 45 году до н. э. он стал учеником Сирона, проведя в школе в Кампании несколько лет с 45 по 42 годы. Эпикурейские взгляды разделял и Гораций, однако дискуссионным остается вопрос о степени его вовлечения в эпикурейские сообщества и постоянстве его симпатий.
С гибелью республики значение эпикуреизма падает и возрастает влияние его постоянного оппонента — стоицизма, однако и эпикуреизм имеет большое количество приверженцев, среди которых Помпея Плотина, супруга имп. Траяна и приемная мать имп. Адриана. Известна надпись 121 н. э., содержащая два письма Плотины, написанные в поддержку эпикурейской школы в Афинах. В одном из этих писем, обращенном к «друзьям», то есть афинским эпикурейцам, Плотина называет Эпикура σωτήρ («спаситель», «избавитель»). Отчасти к школе принадлежал и знаменитый сатирик Лукиан из Самосаты, и примерно в то же время мы знаем о попытке популяризации эпикурейства силами Диогена из Эноанды в Малой Азии.
Спустя около столетия, в 267 году Сад был уничтожен племенем герулов и более так и не был восстановлен.

### Эпикуреизм в римских провинциях
Итак, с 88 до н. э. сколарх Федр распространяет учение Эпикура на Древний Рим. Хотя сведения об учении Эпикура попадали в Италию и раньше (Гай Амафиний). Там учеником Федра становится Цицерон. Известными римскими эпикурейцами были Каций, Лукреций, Филодем из Гадары и Гай Кассий Лонгин.
В то же время, в восточном Средиземноморье одним из центров эпикуреизма была Антиохия. При дворе царя Антиоха IV Эпифана (175—167 до н. э.) эпикуреец Филонид из Балы достиг значительного положения. Милостью Александра Балы и Антиоха VI пользовался и эпикуреец Диоген из Селевкии. Жителям г. Амастрис в Вифинии было запрещено обращаться к оракулу Аполлона в Дельфах в связи с большим распространением там эпикуреизма. Из Вифинии был родом знаменитый врач-эпикуреец Асклепиад (I век до н. э.), что может быть не случайно. Известны имена эпикурейцев, живших в Мал. Азии во II в. н. э.: Диогениан, Зенобий, Тимократ.
О популярности эпикуреизма в восточных провинциях писали Плиний Старший, Диоген Лаэртский, об этом свидетельствуют тексты Лукиана (см.: «Александр, или Лжепророк»), Плутарха, Апулея, Иосифа Флавия, многочисленные эпикурейские эпитафии. Среди эпиграфических свидетельств — надписи, указывающие на существование во II в. н. э. эпикурейских кружков в Апамее, на островах Родос и Эвбея, Родиаполисе (Ликия). Житель Эноанды (Ликия) Диоген приказал на стенах портика, который он построил на главной площади своего города, выбить гигантскую надпись (120 н. э.), прославлявшую Эпикура и излагавшую его учение, а также суждения самого Диогена.
С эпикуреизмом связывали взгляды приверженцев секты саддукеев, а самого Садока считали учеником иудейского философа Антигона (1-я пол. 3 в. до н. э.), испытавшего влияние эпикуреизма. Иосиф Флавий писал о саддукеях, что они «вовсе отрицают судьбу и полагают, что бог непричастен к дурным делам и не провидит их, а добро и зло предоставлено людям на выбор и каждый становится на ту или другую сторону по своему усмотрению. Бессмертие души и загробные кары и награды они отрицают». В новозаветной литературе имеются свидетельства о том, что саддукеи, равно как и эпикурейцы, отрицали воскресение мертвых Мф. 22:23; Деян. 23:8; 1Кор. 15:12, 1Кор. 15:32; Деян. 17:31). Тертуллиан считал взгляды саддукеев «более близкими к мнению эпикурейцев, чем к учению пророков». Школу эпикуреизма застал апостол Павел, во время путешествия в Афины (Деян. 17:18).
О распространении эпикуреизма в восточном Средиземноморье косвенно свидетельствует и то, что многие антиэпикурейские произведения I века до н. э. — II века н. э. были написаны именно там. Филон Александрийский более 30 раз упоминавший Эпикура и его учение, критиковал канонику и этику эпикуреизма. В Александрии кружок эпикурейцев был ещё во времена первых Птолемеев, и сохранились фрагменты писем Эпикура «друзьям в Египте». Известным противником эпикуреизма был перипатетик Николай из Дамаска — придворный историк Ирода Великого. Значительное число последователей Эпикура находилось в Эфесе, поэтому в новозаветном «Послании к Ефесянам» разоблачаются эфесские «безбожники в мире» и «язычники по плоти», живущие «по обычаю мира сего» и «по плотским похотям» (Еф. 2:1). Позже Юстин и Ориген продолжили использовали обвинения в эпикуреизме как полемический прием в разоблачении язычников.

### Эпикуреизм и христианство
У христианских авторов Средневековья эпикурейцы превратились в синоним безбожников. В перечне 80 христианских ересей «Панарионе» (ок. 378 года) эпикурейцы на восьмом месте. Данте Алигьери (XIII век) помещал эпикурейцев на 6-й круг Ада, тогда как обычно греческие философы обитали в Лимбе.
Впоследствии эпикурейцев высоко стали ценить вольнодумцы эпохи Возрождения и Барокко: Петрарка, Джованни Боккаччо, Леонардо Бруни, Лоренцо Валла, Пьер Гассенди, Лафонтен, Сирано де Бержерак. Вольнодумцев в учении Эпикура привлекал атомизм, сенсуализм и гедонизм.

## «Четверолекарствие»

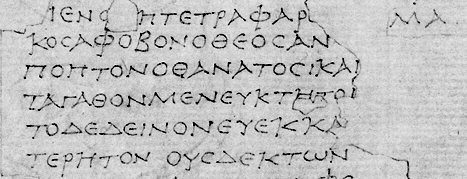
Тетрафармакос, папирус найденный в Геркулануме на Вилле папирусов

Тетрафармакос (греч. τετραφάρμακος) — четыре принципа эпикурейской философии, сформулированные Филодемом:
1. Ἄφοβον ὁ θεός — не бойся богов
2. ἀνύποπτον ὁ θάνατος — не беспокойся о смерти
3. καὶ τἀγαθὸν μὲν εὔκτητον — благо легко достижимо
4. τὸ δὲ δεινὸν εὐεκκαρτέρητον — зло легко переносимо.

## Каноника
Каноника (греч. κανονικὸν < κανών) — это зародыш гносеологии. В этом разделе своего учения Эпикур размышляет о критериях истины, к которым относится ощущение (греч. αἴσθησιν). Разум опирается только на ощущения, на основе которых он образует мнение (Пролепсис). В этом отношении позицию Эпикура можно назвать эмпиризмом.
В отношении теоретического мышления эпикуреизм предвосхитил позитивизм: они считали, что рассуждения не имеют самостоятельного теоретического значения без опоры на наблюдаемые факты. Такая позиция явно использует наработки скептиков в плане возможности формирования альтернативных рассуждений: для любого тезиса есть возможность сформулировать противоположный, который логически не более истинен, чем исходный, и поэтому равносилен ему.

## Физика
В учении о природе («физике») Эпикур исходил из признания вечности и беспредельности вселенной, а также из идеи множественности миров. Эпикурейцы заимствовали учение Демокрита об атомах, однако дополнили его учением о свободном отклонении атомов. Несмотря на славу материалистов, эпикурейцы верили в блаженных богов, которые обитали в пространстве между мирами — метакосмии (греч. μετακόσμια). На учении об атомах строилось в эпикуреизме и учение о происхождении всего сущего в целом. В рамках концепции Эпикура, атомы находятся в состоянии постоянного свободного падения. Периодически они сталкиваются случайным образом, благодаря чему и появляются объекты мира. Душа же, по мнению Эпикура, рассосредоточена в виде атомов по всему человеческому телу. При смерти же тела душа теряет способность к каким-либо ощущениям.

## Этика
Этика эпикуреизма исходит из ограничения возможности разума в плане познания мира в целом, включая социальные проблемы справедливости, насилия, властолюбия и др. Сознавая невозможность исправить общество, построив его на основе разума (причём речь идёт о «вообще», а не только в ближайшем будущем), они призывали к «внутренней миграции». Мудрец должен понимать свою отчуждённость от неразумного социума и воспринимать его как внешнюю среду, которую надо воспринимать таковой, какова она есть, относясь к её неприятным факторам спокойно и невозмутимо, живя и мысля в гармонии с самим собой.
Идеал мудреца подразумевает достижение безмятежного и невозмутимого состояния (атараксия). Это состояние лишено страданий, а потому тождественно с удовольствием (греч. ἡδονή). Знания позволяют мудрецу преодолеть страх перед смертью («пока мы есть — смерти нет, когда смерть есть — нас нет»; смерть как распад на атомы и анестезия), так и перед богами (боги блаженны, а потому не могут гневаться на людей и наказывать их). Именно смерть и религиозную веру Эпикур признавал главными источниками самого сильного страха. В своих действиях Эпикур призывает руководствоваться лишь естественными желаниями (как необходимыми, так и не-необходимыми, но весьма осторожно) и избегать желаний противоестественных (например, тщеславие). Грубый гедонизм характерен лишь для позднего римского эпикуреизма. Особенно ценили эпикурейцы дружбу (греч. φιλίαις). Высшим же благом они признавали не мудрость, а благоразумие как мудрость практическую.
Эпикур считал удовольствие важнейшей частью человеческой жизни. При этом, он имел в виду не только высшее удовольствие, получаемое в процессе размышлений, но и множество физических, естественных наслаждений. Более того, философ был убеждён, что без этих физических удовольствий — вкуса, половых отношений и др. — невозможно говорить о более высоких наслаждениях. При этом, удовольствие не должно быть сверх меры, оно заключается в отсутствии страдания. Поэтому, говоря о физических удовольствиях, Эпикур вовсе не имел в виду, что человек должен заниматься обжорством и вообще жить лишь ради физических удовольствий. Он должен следовать своим физическим желаниям ровно до того момента, пока они не будут удовлетворены в достаточной мере. Именно в стремлении к подобному равновесию в вопросах любых наслаждений заключается важнейшее правило жизни по Эпикуру.
В эпикуреизме выделяется три вида удовольствий (соответственно, и потребностей):
1. Естественные и необходимые (пища, сон);
2. Естественные, но не необходимые (половые отношения);
3. Не естественные и не необходимые (властолюбие, богатство, тщеславие).

Эпикур имел и специфическое отношение к богам. Он отрицал идею того, что люди могут своим неблагочестивым поведением навлечь гнев богов. Он полагал, что они живут в своём собственном мире, по своим правилам, и им нет никакого дела до людей (отсюда и учение Эпикура о том, что вещи происходят по случайности, из столкновения атомов).
Такой подход к удовольствиям в этике эпикурейцев аналогичен позитивизму в познании, в обоих случаях наблюдается избегание бессмысленных излишеств; таким образом, эпикуреизм имеет цельную философскую позицию по разным аспектам мировоззрения.

## Известные представители
- Метродор, ученик Эпикура;
- Колот из Лампсака
- Аполлодор Эпикурейский;
- Зенон из Сидона, ученик Аполлодора;
- Федр;
- Филодем из Гадары;
- Метродор Стратоникейский;
- Диоген из Эноанды;
- Тит Лукреций Кар;